# 瓦季姆·别洛乌索夫
瓦季姆·弗拉基米罗维奇·别洛乌索夫（羅馬化：Vadim Vladimirovich Belousov；1960年10月2日—）是俄罗斯政治人物，第六届、第七届、第八届国家杜马代表。
1993年至1995年，别洛乌索夫在拖拉机研究所车里雅宾斯克分院担任工程师。1997年，他加入Makfa APO董事会。2004年至2011年，他担任Makfa Management Company LLC总经理。2010年至2011年任第五届车里雅宾斯克州立法会议代表。2011年12月当选第六届国家杜马代表。2016年，他离开了之前执政的统一俄罗斯党。2016年9月，第七届国家杜马代表谢尔盖·多罗宁拒绝授权，别洛乌索夫因此接过空缺的职务。2021年9月起连任第八届国家杜马代表。
2018年，别洛乌索夫因涉嫌俄罗斯历史上金额最大的32.5亿卢布行贿刑事案件而失去了议会豁免权。调查显示，2010年至2014年，他与车里雅宾斯克州州长米哈伊尔·尤列维奇一起收受贿赂，涉嫌资助企业家，以便他们在没有竞争的情况下获得地区公路建设和维护的招标。除了别洛乌索夫之外，他的妻子和岳母也参与了该计划。然而，别洛乌索夫不承认自己有罪。
2022年8月3日，他被认定有罪并被判处10年监禁。然而，他没有到法庭接受宣判，被认为是逃犯。2023年11月，国家杜马“因缺勤”提前终止了别洛乌索夫的权力。他的职位随后移交给了奥列西娅·列季金娜。

## 制裁
2022年，别洛乌索夫因俄乌战争而受到英国政府制裁。